# Nikola Zugić
Nikola Zugić (sinh 30 tháng 1 năm 1990) là một cầu thủ bóng đá Serbia thi đấu cho UE Engordany ở vị trí tiền vệ. Anh cũng mang quốc tịch Bồ Đào Nha.

## Sự nghiệp bóng đá
Ngày 10 tháng 8 năm 2013, Zugić ra mắt chuyên nghiệp cùng với Farense trong trận đấu ở Segunda Liga 2013–14 trước Portimonense thay cho Neca (phút thứ 84).